# Нури (ракета)
Нури (корейский: 누리; корейское произношение: [ну.ри], что означает «мир» на корейском языке), также известная как KSLV-II (Корейская космическая ракета-носитель-II) — трёхступенчатая ракета-носитель, разрабатываемая в Южной Корее, преемница «Наро-1» (KSLV-1). Автором является Корейский институт аэрокосмических исследований (KARI). На всех трёх ступенях используются двигатели собственной разработки, что делает «Нури» первой полностью отечественной орбитальной ракетой-носителем (в предшественнике «Наро-1» использовалась первая ступень российского производства).
Южнокорейское правительство взяло ракеты SpaceX за образец для подражания, стремясь разработать относительно дешёвые и надёжные аппараты, достаточно конкурентоспособные для рынка коммерческих запусков.
21 октября 2021 года в 08:00 UTC была предпринята первая попытка запуска на солнечно-синхронную орбиту (ССО) 700 км с масс-симулятором в 1500 кг. Однако, третья ступень отключилась примерно на 46 с раньше, чем планировалось, и полезная нагрузка не достигла орбитальной скорости.
Второй запуск 21 июня 2022 года в 07:00 UTC с полезной нагрузкой 1500 кг (включая масс-симулятор 1300 кг и спутник проверки работоспособности весом 180 кг PVSAT, а также четыре кубсата) был успешным, выведя все спутники на солнечно-синхронную орбиту высотой 700 км. В результате Южная Корея стала седьмой страной в мире, способной вывести на орбиту спутник весом тяжелее тонны.
Третий запуск состоялся 25 мая 2023 года в 09:24 UTC с полезной нагрузкой 504 кг и прошёл успешно. Ракета вышла на заданную высоту 550 километров над Землёй и вывела на орбиту семь сверхмалых спутников стандарта CubeSat и малый спутник NEXTSat-2.

## Характеристики
Ракета трёхступенчатая. Первая ступень оснащена четырьмя двигателями KRE-075 SL с тягой 266,4 тонны и удельным импульсом 289,1 с. Вторая ступень использует один вакуумный двигатель KRE-075, имеющий более широкое сопло для повышения эффективности с удельным импульсом 315,4 с. Третья использует один двигатель KRE-007 с удельным импульсом 325,1 с. Все три двигателя используют авиакеросин в качестве топлива и жидкий кислород в качестве окислителя.

### Будущие версии
Дальнейшие улучшения будут направлены в основном на увеличение тяги KRE-075 с 744 кН до 849 кН и удельный импульс с 261,7 с до 315,4 с. Существуют также планы по облегчению двигателя с отказом от пиротехнического воспламенителя и ограничению диапазона его подвеса. Это позволило бы увеличить грузоподъемность с 1,5 тонн до 2,8 тонн.

## Развитие
Общей целью проекта, начавшегося в октябре 2010 года, была разработка одноразовой ракеты-носителя средней грузоподъемности, которая была бы полностью разработана с использованием местных технологий из Кореи. К моменту выхода «Нури» на орбиту в июне 2022 года общая стоимость программы составляла примерно 1,5 млрд долл. США.

### Разработка двигателей
- В марте 2014 года было успешно завершено первое испытание камеры сгорания 7-тонного класса[17][16], а полная сборка и первоначальные испытания двигателя KRE-007 на запуск начались в июле 2015 года. Кроме того, первый этап проекта был завершен с добавлением установки для испытания трехступенчатого горения в двигателе и установки для испытания камеры сгорания. Однако проблема нестабильности горения в KRE-075 потребовала доработок[16][17].
- Компания Hanwha Techwin 25 января 2016 года подписала контракт на сумму 14,1 миллиарда вон (11,77 млн долл. США) с Корейским институтом аэрокосмических исследований на производство обоих типов жидкостных ракетных двигателей для «Нури»[18].
- 8 января 2016 года был проведен второй этап проекта по преодолению трудностей, связанных с нестабильностью сгорания и технологией сварки топливного бака, а испытание двигателя KRE-075 на горение в течение нескольких секунд прошло успешно[17][16].
- 3 мая 2016 года двигатель KRE-075 прошел испытание на искровое зажигание продолжительностью 1,5 с. 8 июня 2016 года он успешно проработал 75 с. После этих успехов, 20 июля 2016 года, в 13:39, было достигнуто конечное целевое время сгорания в 145 с (147 с). Во время наземного испытания двигатель работал номинально, при этом все значения, такие как безопасность и тяга сгорания, находились в пределах ожидаемой зоны. Ожидается, что во время фактического запуска двигатель первой ступени будет гореть в течение 127 с, а двигатель второй ступени — в течение 143 с.
- С октября 2016 года по октябрь 2021 года было проведено более 184 испытаний на горение второго прототипа двигателя KRE-075[19].

#### Двигатель атмосферного горения KRE-075
| Топливо          | авиакеросин/жидкий кислород                   |
| Тяга             | 66,6 тс (на уровне моря), 75,9 тс (в вакууме) |
| Удельный импульс | 298,6 с                                       |
| Длина            | 2,9 м                                         |
| Диаметр          | 2 м                                           |
| Цикл             | газогенератор                                 |

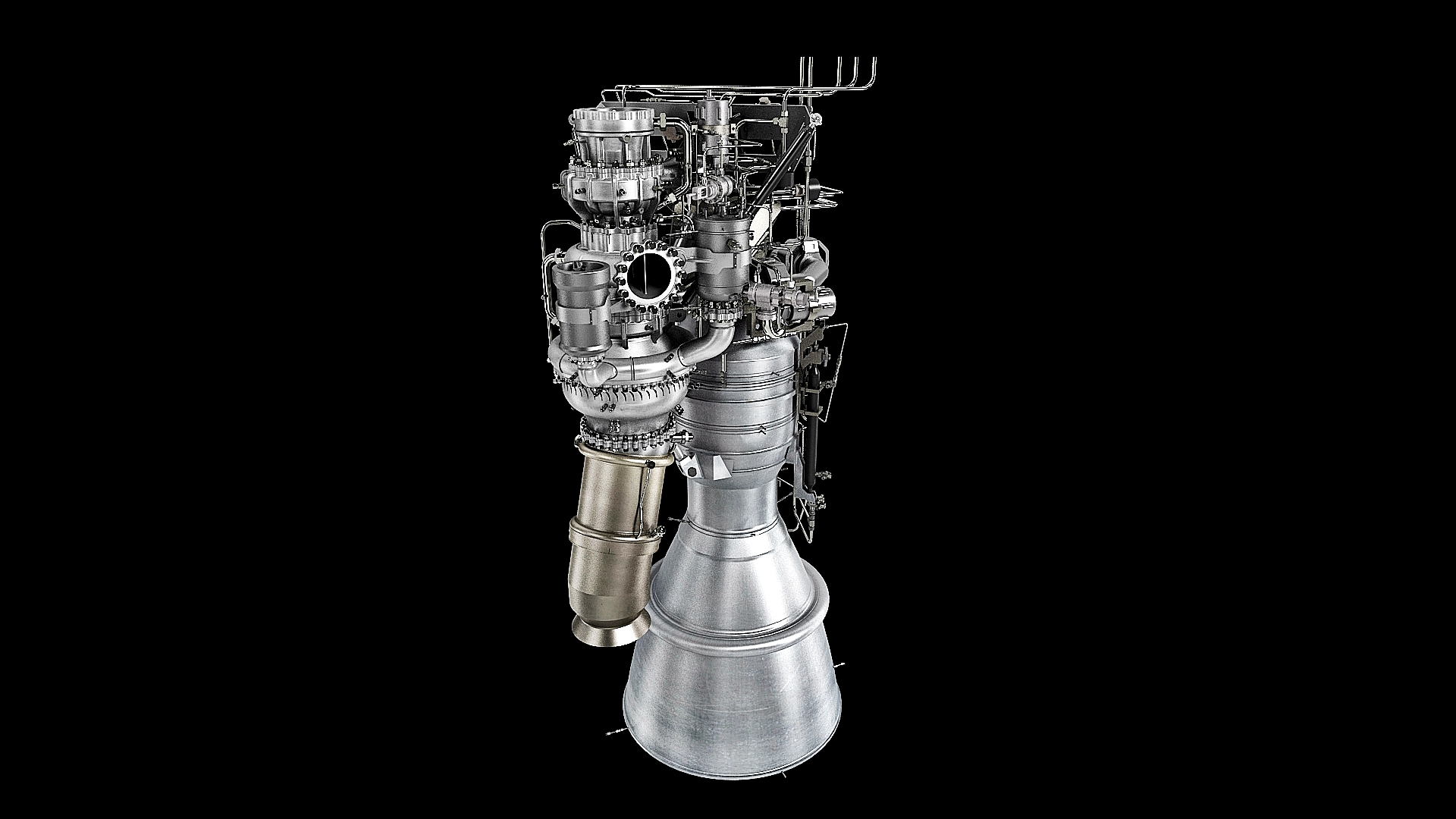
Иллюстрация двигателя KRE-075

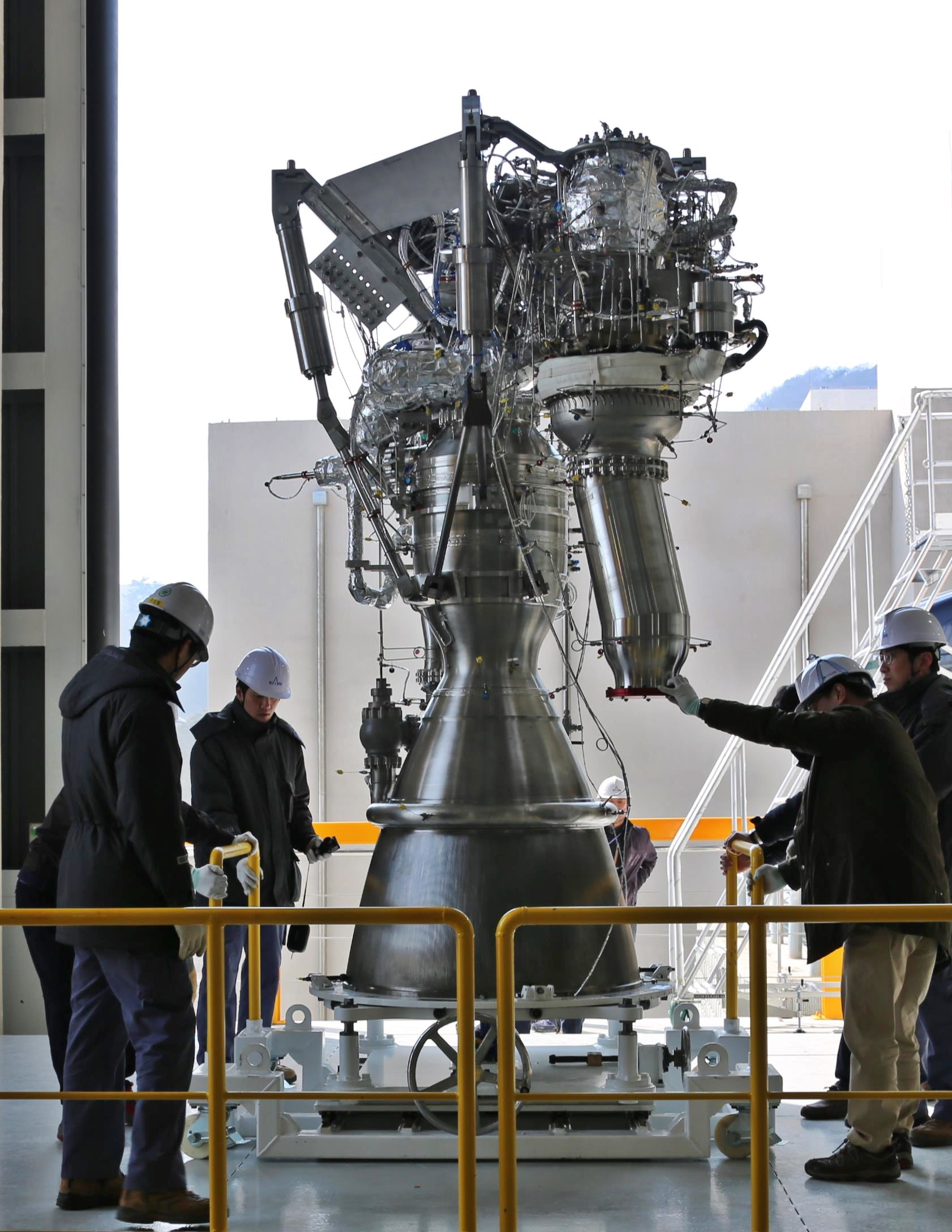
Фото двигателя

Двигатель KRE-075 был разработан в апреле 2016 года в рамках программы разработки двигателей 30 тс.

#### Вакуумный двигатель KRE-075
| Топливо          | авиакеросин/жидкий кислород |
| Тяга             | 80,3 тс (в вакууме)         |
| Удельный импульс | 315,4 с                     |
| Цикл             | газогенератор               |

#### Двигатель KRE-007
| Топливо          | авиакеросин/жидкий кислород |
| Тяга             | 7,0 тс                      |
| Удельный импульс | 325,1 с                     |
| Цикл             | газогенератор               |

### KSLV-II TLV
Испытательная одноступенчатая ракета-носитель (TLV, запланирована двухступенчатая версия) использует двигатель KRE-075. Длина 25,8 м, диаметр 2,6 м, масса 52,1 тонны. Жидкостный ракетный двигатель главной ступени с управляемым вектором тяги. При установке 2 ступени TLV могла бы работать как небольшая ракета-носитель спутников.

#### Полёт 2018 года
| Мокрая масса      | 52,1 т         |
| Сухая масса       | 38 т           |
| Длина             | 25,8 м         |
| Диаметр           | 2,6 м          |
| Ступеней          | 1              |
| Двигатель         | 1 KRE-075      |
| Полезная нагрузка | масс-симулятор |

TLV был запущен с космодрома Наро в Кохыне, провинция Южная Чолла, 28 ноября 2018 года. Основная цель первого суборбитального полета состояла в испытании маршевого двигателя в течение 140 с и достижении высоты 100 км, с последующим приводнением между островами Чеджудо и Окинава.
Первый полет был отложен с 25 октября 2018 года на один месяц из-за аномальных показаний, обнаруженных в системе нагнетания топлива. Затем испытательный полет был перенесен ещё раз на 28 ноября 2018 года, 07:00 UTC. Полезной нагрузки не предусматривалось.
Запуск TLV считается успешным (маршевый двигатель проработал 151 с в 10-минутном полете), однако он не транслировался в прямом эфире. После достижения максимальной высоты 209 км ступень ракеты-носителя упала в Тихий океан в 429 км к юго-востоку от острова Чеджудо.
Поскольку TLV предназначался для использования в качестве испытательного аппарата и первый запуск прошёл успешно, второго запуска не было.

### GEO KSLV
В настоящее время разрабатывается модернизированная разновидность KSLV-II для геостационарной экваториальной орбиты. Она будет использовать четыре двигателя KRE-090 в основной ступени с четырьмя боковыми ускорителями, оснащёнными двигателем KRE-090 каждый. Вторая ступень обладает оптимизированной для вакуума разновидностью того же двигателя KRE-090 (KRE-090V), а на третьей ступени предусматривается недавно разработанный двигатель ступенчатого сгорания KRE-010V с обогащением окислителем.

## Применение
«Нури» планируется использовать для запуска нескольких спутников наблюдения Земли, таких как KOMPSAT, спутников среднего класса и разведывательных спутников на низкой околоземной орбите. Планируется поддержать южнокорейскую миссию по исследованию Луны для отправки орбитальных аппаратов и спускаемых аппаратов. «Нури» станет первой ракетой-носителем Южной Кореи, которая выйдет на рынок коммерческих услуг по запуску. Стоимость запуска оценивается примерно в 30 млн долл. США, что дешевле, чем у других аналогов в этом регионе. Это позволит Южной Корее предоставлять дешёвые услуги по запуску странам Юго-Восточной Азии.
Ожидается, что улучшенная версия «Нури» запустит корейский лунный спускаемый аппарат до 2030 года.

## Список запусков
| Номер полёта | Дата / время (UTC)                                                            | Место запуска          | Полезная нагрузка                                                              | Масса полезной нагрузки | Орбита                | Заказчик                                        | Результат |
| ------------ | ----------------------------------------------------------------------------- | ---------------------- | ------------------------------------------------------------------------------ | ----------------------- | --------------------- | ----------------------------------------------- | --------- |
| 1            | 21 октября 2021, 08:00                                                        | Космический центр Naro | Масс-симулятор 1500 кг                                                         | 1,500 кг                | НОО (запланированная) | Корейский институт аэрокосмических исследований | Неудача   |
| 1            | Третья ступень прекратила работу на 46 с раньше, целевая орбита не достигнута |                        |                                                                                |                         |                       |                                                 |           |
| 2            | 21 июня 2022, 07:00                                                           | Космический центр Naro | Масс-симулятор (1,3 т), спутник контроля запуска (180 кг с 4 кубсатами)        | 1500 кг                 | НОО, ССO              | Корейский институт аэрокосмических исследований | Успех     |
| 2            |                                                                               |                        |                                                                                |                         |                       |                                                 |           |
| 3            | 25 мая 2023, 09:24                                                            | Космический центр Naro | Малый спутник для испытания радиолокационных технологий NEXTSat-2 и 7 кубсатов | 504 кг                  | ССО                   | Корейский институт аэрокосмических исследований | Успех     |
| 3            |                                                                               |                        |                                                                                |                         |                       |                                                 |           |